# نص مفتوح

النص المفتوح هو النص الذي يحتمل تفسيرات عدة للقراء على عكس النص المغلق الذي يوجه القارئ إلى تفسير واحد.